# 지요노후지 미쓰구

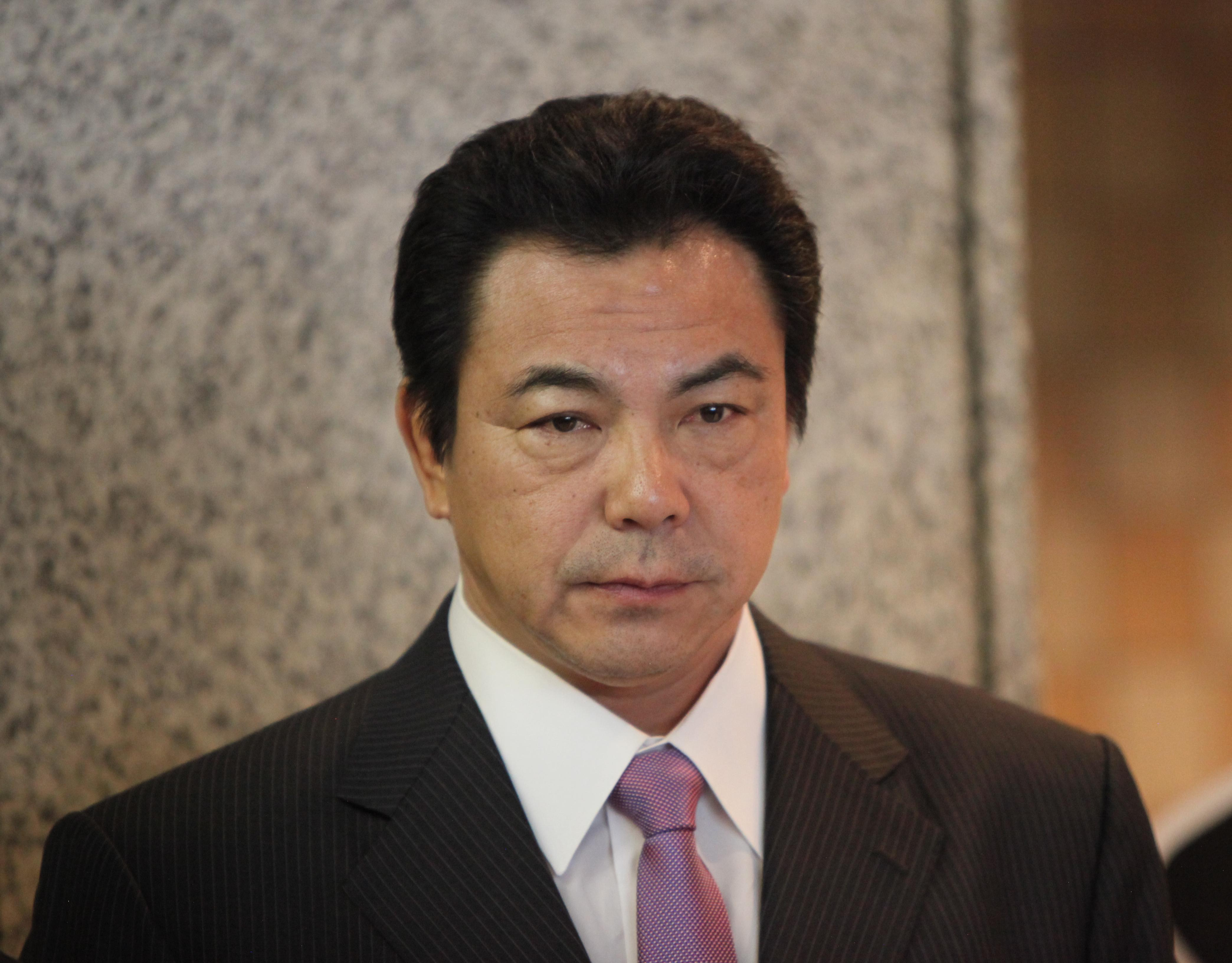
지요노후지 미쓰구

지요노후지 미쓰구(일본어: 千代の富士 貢, 1955년 6월 1일 ~ 2016년 7월 31일)는 일본의 전직 스모 선수로 본명은 아키모토 미쓰구(일본어: 秋元 貢)이다.
차녀는 모델의 아키모토 코즈에.

## 약력
홋카이도 후쿠시마정에서 어부의 아들로 태어났으며 학창 시절에는 육상 경기에 뛰어난 능력을 보였다. 15세 시절에 후쿠시마 정 출신의 제41대 요코즈나인 지요노야마 마사노부(千代の山 雅信)가 그에게 비행기로 도쿄도를 여행하자고 제안한 뒤부터 스모 선수 생활을 시작했다.
1970년 9월에 스모 무대에 처음 등장했으며 1974년 11월에는 주료로 승격되었다. 1975년 9월에는 마쿠우치로 승격되었지만 어깨 부상으로 인해 한동안 스모 무대에 나서지 못했다. 1977년 10월 지요노야마가 사망한 이후에 승계받은 제52대 요코즈나인 기타노후지 가쓰아키의 헤야(部屋)에 남았다.
1978년 1월에는 마쿠우치로 다시 승격되었고 1981년 1월에는 오제키로 승격되었다. 1981년 7월부터 1991년 5월에 은퇴할 때까지 제58대 요코즈나로 남았다. 스모 선수 통산 1,045승(마쿠우치 시절에 기록한 807승 포함)을 기록했으며 이 기록은 스모 역사상 가장 많은 승리 기록으로 남아 있다.
1981년부터 1988년까지 53경기 연속 무패 기록을 수립했는데 이 기록은 후타바야마 사다지(69경기 연속 무패), 하쿠호 쇼(63경기 연속 무패)에 이어 세 번째로 많은 무패 기록으로 남아 있다. 1988년과 1989년에는 일본 프로 스포츠 대상을 수상했고 1989년 일본 정부로부터 국민영예상을 수상했다.
2016년 7월 31일 도쿄도에서 췌장암으로 인해 향년 61세를 일기로 사망했다. 일본 정부는 스모계의 발전에 기여한 점, 쇼와 시대를 대표하는 일본 스포츠계의 영웅으로서 일반 대중의 인지도가 높은 점을 감안하여 그에게 종4위와 욱일중수장을 추서했다.

## 같이 보기
- 요코즈나 목록